# Романовский сельсовет (Амурская область)
Рома́новский сельсове́т — сельское поселение в Октябрьском районе Амурской области.
Административный центр — село Романовка.

## История
В 1924 году образован Романовский сельсовет. Указом Президиума ВС РСФСР от 18.06.1954 г. и решением облисполкома № 478 от 30.06.1954 г. Романовский сельсовет объединили с Борисовским сельсоветом с центром с. Романовка. Решением райисполкома № 84 от 12.03.1963 г. образован Раевский сельсовет.
17 марта 2005 года в соответствии с Законом Амурской области № 457-ОЗ муниципальное образование наделено статусом сельского поселения.

## Население
| 2002 | 2010 | 2011 | 2012 | 2013 | 2014 | 2015 |
| ---- | ---- | ---- | ---- | ---- | ---- | ---- |
| 1056 | ↘827 | ↘822 | ↘783 | ↘735 | ↘697 | ↘667 |
| 2016 | 2017 | 2018 | 2021 |      |      |      |
| ↘634 | ↘628 | ↘592 | ↗730 |      |      |      |

## Состав сельского поселения
| № | Населённый пункт | Тип населённого пункта       | Население |
| - | ---------------- | ---------------------------- | --------- |
| 1 | Борисово         | село                         | →1        |
| 2 | Марьяновка       | село                         | ↘164      |
| 3 | Романовка        | село, административный центр | ↘427      |